# Albrecht Conze
Albrecht Conze (* 2. Juni 1954 in Münster) ist ein ehemaliger deutscher Diplomat. Zuletzt diente er von Juli 2017 bis Juli 2020 als Botschafter der Bundesrepublik Deutschland in Uganda. Im August 2020 trat er als Rechtsanwalt in die Kanzlei Dentons Europe in Berlin ein.

## Biografie
Albrecht Conze wurde als Sohn des Historikers Werner Conze (1910–1986) und dessen Frau Gisela, geb. Pohlmann (1914–2005), im westfälischen Münster geboren und wuchs in Heidelberg auf. Nach dem Abitur am dortigen Kurfürst-Friedrich-Gymnasium 1972 studierte er Rechtswissenschaften und Politische Wissenschaften an den Universitäten Freiburg, Heidelberg, Genf und Cambridge. 1987 wurde Conze in Freiburg bei Werner von Simson mit einer Arbeit über Die völkerrechtliche Haftung der Europäischen Gemeinschaft promoviert. 
Nach dem Assessorexamen in Berlin trat er 1981 in den Auswärtigen Dienst ein. Seitdem arbeitete er in Hongkong, Peking, Wien, Warschau, Tunis und Moskau für das Auswärtige Amt.
Zweimal diente er in Friedensmissionen der Vereinten Nationen: in den Jahren 1999 und 2000 bei der Übergangsverwaltungsmission der Vereinten Nationen im Kosovo und von 2004 bis 2006 als Politischer Direktor der Mission der Vereinten Nationen in der Demokratischen Republik Kongo. In dieser Funktion setzte er sich sehr für die deutsche Beteiligung an der EU-Stabilisierungsmission zur Sicherung der ersten demokratischen Wahlen im Kongo seit über 40 Jahren ein.
2006 wurde er Botschafter der Bundesrepublik Deutschland in Benin. Nachfolger dort wurde 2008 Ludwig Linden. Im Anschluss war Conze bis Juni 2011 als Nachfolger von Karin Blumberger-Sauerteig Botschafter der Bundesrepublik Deutschland in Simbabwe. Von August 2011 bis Juli 2012 hielt er sich zu Forschungszwecken an der Harvard University auf, als Visiting Fellow am Weatherhead Center for International Affairs. Danach ging er für zwei Jahre von Juli 2012 bis April 2014 als Botschafter nach Bangladesch. Sein dortiger Nachfolger wurde im April 2015 Thomas Prinz.
Von Juni 2014 bis Juli 2017 war Conze der erste Leiter der zivilen Stabilisierungsmission EUCAP Sahel Mali der Europäischen Union mit Sitz in Bamako. Die am 15. April 2014 vom Europäischen Rat eingesetzte Mission soll durch Ausbildung und Beratung von Polizei, Gendarmerie und Nationalgarde zur Stärkung des Sicherheitssektors in Mali beitragen.
Seine letzte Aufgabe im deutschen auswärtigen Dienst führte ihn im Juli 2017 als Botschafter nach Uganda. Im Juli 2020 wurde er pensioniert und trat anschließend in die Wirtschaftskanzlei Dentons ein.
Beim Ammann Verlag sind 1993 von ihm Nachdichtungen dreier Zyklen des chinesischen Dichters Yang Lian veröffentlicht worden.
Albrecht Conze ist mit der Drehbuchautorin Véronique Le Lay verheiratet und hat zwei Kinder.